# 과학적 회의주의

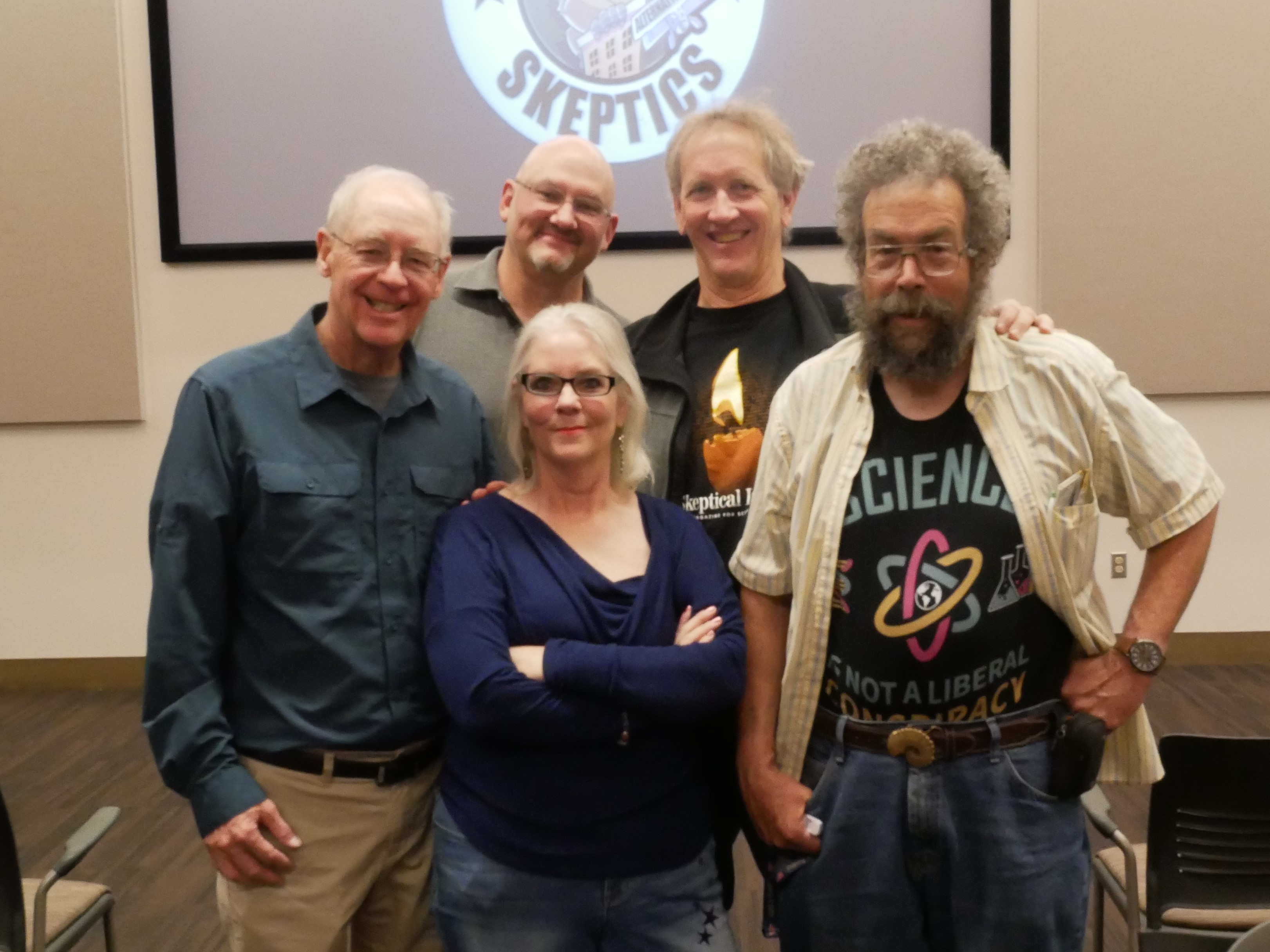

과학적 회의주의(科學的懷疑主義, scientific skepticism)는 실증적 연구와 재현성을 바탕으로 증거가 불충분한 주장의 진실성에 대해 과학적 방법으로 검증, 혹은 반증하려는 과학적 태도를 말한다.
과학적 회의주의는 실재에 대한 경험적 조사가 진리를 이끌어낸다고 보며, 과학적 방법은 이러한 목적에 가장 알맞다고 주장한다.  과학적 회의주의는 실증 가능성과 반증 가능성에 기반하여 주장을 평가하려고 노력하며, 믿음과 일회적인 증거에 의한 주장을 수용하는 것을 거부한다. 회의주의자들은 종종 미심쩍거나 일반적으로 받아들여지는 과학에 모순된다고 간주되는 주장에 비판을 집중한다. 과학적 회의주의는 아 프리오리한 기반에서 일반적이지 않은 주장이 자동적으로 거부되어야 한다고 주장하지 않으며, 오히려 초자연적이거나 이례적인 현상은 비판적으로 실험되어야 하며, 비범한 주장은 그것이 정당성이 있다고 받아들여지기 전에 그 주장을 지지하는 비범한 증거가 필요하다고 주장한다. 과학적인 관점에서 이론은 반증 가능성, 오컴의 면도날 등과 같은 많은 범주로 평가된다. 회의주의는 일반적으로 과학적 방법의 일부라고 생각되지 않는다. 예를 들어 실험의 결과는 독립적으로 되풀이 될 수 있다고 보일 때까지 인정되지 않는다.
샘 해리스, 크리스토퍼 히친스, 리처드 도킨스, 대니얼 데닛 등 회의주의 운동의 몇몇 주도자는 신무신론과 연관되어 있다.:57

## 같이 보기
- 아카데메이아 회의주의
- 브라이트 운동
- 부인주의
- 경험론
- 자유사상
- 귀납주의
- 논리실증주의
- 자연주의 (철학)
- 실증주의
- 사전예방원칙
- 재현성
- 환원주의
- 과학주의
- 세속적 인본주의
- 회의주의
- 칼 세이건